# Campeonato sub-19 de la SAFF 2015
El Campeonato sub-19 de la SAFF 2015 fue la primera edición de este torneo de fútbol a nivel de selecciones juveniles del Sur de Asia organizado por la SAFF y que contó con la participación de 6 selecciones de la región, ya que Pakistán y Sri Lanka abandonaron el torneo.
El país anfitrión Nepal venció en la final a India para convertirse en el primer campeón del torneo.

## Participantes
| - Afganistán - Bangladés | - Bután - Nepal (anfitrión) | - India - Maldivas |

## Fase de grupos
| Colores en los Grupos | Colores en los Grupos     |
| --------------------- | ------------------------- |
|                       | Avanzan a las Semifinales |

### Grupo A
| País      | J | G | E | P | GF | GC | GD | PTS |
| --------- | - | - | - | - | -- | -- | -- | --- |
| Nepal     | 2 | 2 | 0 | 0 | 5  | 2  | +3 | 6   |
| Bangladés | 2 | 1 | 0 | 1 | 3  | 2  | +1 | 3   |
| Bután     | 2 | 0 | 0 | 2 | 1  | 5  | -4 | 0   |

| 20 de agosto de 2015 | Nepal             | 3–1     | Bután      | ANFA Complex, Lalitpur                              |                                                     |
|                      | Magar 10' 29' 62' | Reporte | Togbay 11' | Asistencia: 3000 espectadores Árbitro(s): Halim Aqa | Asistencia: 3000 espectadores Árbitro(s): Halim Aqa |

| 22 de agosto de 2015 | Bután | 0–2     | Bangladés              | ANFA Complex, Lalitpur  |                         |
|                      |       | Reporte | Sarkar 42' · Rabby 44' | Árbitro(s): Adam Fazeel | Árbitro(s): Adam Fazeel |

| 24 de agosto de 2015 | Bangladés  | 1–2     | Nepal                                  | ANFA Complex, Lalitpur                                         |                                                                |
|                      | Sarkar 11' | Reporte | Bista 18' (pen.) · Badsha 90+4' (a.g.) | Asistencia: 3000 espectadores Árbitro(s): Ramchandra Venkatesh | Asistencia: 3000 espectadores Árbitro(s): Ramchandra Venkatesh |

### Grupo B
| País       | J | G | E | P | GF | GC | GD | PTS |
| ---------- | - | - | - | - | -- | -- | -- | --- |
| India      | 2 | 2 | 0 | 0 | 5  | 0  | +5 | 6   |
| Afganistán | 2 | 1 | 0 | 1 | 3  | 3  | 0  | 3   |
| Maldivas   | 2 | 0 | 0 | 2 | 1  | 6  | -5 | 0   |

| 21 de agosto de 2015 | Afganistán                            | 3–1     | Maldivas | ANFA Complex, Lalitpur                                    |                                                           |
|                      | Habibi 45' · Mansory 71' · Ahmadi 82' | Reporte | Ali 85'  | Asistencia: 500 espectadores Árbitro(s): Kabin Byanjankar | Asistencia: 500 espectadores Árbitro(s): Kabin Byanjankar |

| 23 de agosto de 2015 | India                 | 2-0     | Afganistán | ANFA Complex, Lalitpur      |                             |
|                      | Singh 11' · Thapa 86' | Reporte |            | Árbitro(s): Prajwol Chhetri | Árbitro(s): Prajwol Chhetri |

| 25 de agosto de 2015 | Maldivas | 0-3     | India                                    | ANFA Complex, Lalitpur       |                              |
|                      |          | Reporte | M. Khan 41' · Khinangthe 47' · Thapa 71' | Árbitro(s): Kabin Byanjankar | Árbitro(s): Kabin Byanjankar |

## Fase Final

### Semifinales
| 27 de agosto de 2015 | Nepal                          | 3–2     | Afganistán                         | ANFA Complex, Lalitpur                                          |                                                                 |
|                      | Bista 34' 39' (pen.) · Bal 53' | Reporte | A. Tamang 50' (a.g.) · Rezayee 72' | Asistencia: 3000 espectadores Árbitro(s): Ramchandra Ventaktesh | Asistencia: 3000 espectadores Árbitro(s): Ramchandra Ventaktesh |

| 27 de agosto de 2015 | Bangladés                                    | 0–0 (3-4 p) | India                                                  | ANFA Complex, Lalitpur |                       |
|                      | Zoni · Sarkar · Ibrahim · Emon · Tabby · Mia | Reporte     | Khiangte · S. Khan · Kumar · Gill · Golui · Lalhimpuia | Árbitro(s): Halim Aqa  | Árbitro(s): Halim Aqa |

### Final
| 29 de agosto de 2015 | Nepal                                                      | 1–1 (5-4 p) | India                                                                   | ANFA Complex, Lalitpur                                |                                                       |
|                      | T. Tamang 32' · Magar · Bal · Shrestha · Thapa · A. Tamang | Reporte     | S. Khan 85' (pen.) · M. Khan · Fernandes · Golui · Lalhimpuia · S. Khan | Asistencia: 3000 espectadores Árbitro(s): Adam Fazeel | Asistencia: 3000 espectadores Árbitro(s): Adam Fazeel |

## Campeón
| Campeonato sub-19 de la SAFF 2015 |
| --------------------------------- |
| Bandera de Nepal                  |
| Nepal 1º Título                   |